# Kokugaku
El kokugaku (Kyūjitai: 国学 Shinjitai: 国学; lit. Estudi nacional de japanologia) va ser un corrent intel·lectual que rebutjava l'estudi dels textos budistes i xinesos i afavoria la investigació filosòfica dels clàssics japonesos. La paraula kokugaku s'ha traduït com "Estudis nadius" i va ser una resposta al neoconfucianisme sinocèntric. Rebutja l'estoïcisme del confucianisme i valora la cultura japonesa anterior al confucianisme.
Els kokugaku, partint de la literatura antiga japonesa i del xintoisme, advoquen pel retorn a una suposada edat daurada de la cultura i societat japoneses. Recorren a la poesia japonesa antiga emprant l'auge del feudalisme (a mitjans del segle XII) i altres èxits culturals per mostrar la "emoció" del Japó.